# Banggaigråfågel
Banggaigråfågel (Edolisoma pelingi) är en fågel i familjen gråfåglar inom ordningen tättingar.

## Utseende och läte
Banggaigråfågel är en liten gråfågel. Hanen är mestadels grå med svart på ansiktet, i vingen och på stjärten. Honan är mestadels rostbrun, med otecknad beige undersida. Lätena är dåligt kända, men tros bestå av nedåtböjda visslingar, ibland avgivna i par.

## Utbredning och systematik
Banggaigråfågel förekommer enbart på Banggaiöarna öster om Sulawesi. Den behandlas som monotypisk, det vill säga att den inte delas in i några underarter. Arten inkluderades tidigare i Edolisoma tenuirostre, men urskildes 2024 som egen art baserat på skillnader i genetik, läten och utseende. Vissa kategoriserar den som del av Edolisoma obiense.

### Släktestillhörighet
Den liksom flertalet taxa placerades tidigare i Coracina, men DNA-studier visar att det släktet är parafyletiskt visavi drillfåglarna i Lalage.

## Status
IUCN urskiljer den inte som egen art, varför dess hotstatus ej bestämts.